# Carnivàle – A vándorcirkusz
A Carnivàle – A vándorcirkusz (eredeti cím: Carnivàle) 2003 és 2005 között futott amerikai televíziós minisorozat, története a nagy gazdasági világválság és a Dust Bowl idején játszódik. Egy vándorcirkuszban dolgozó fiú, Ben Hawkins és Justin Crow, egy metodista lelkész életét nyomon követve mutatja be a Jó és a Rossz közötti küzdelmet, valamint a szabad akarat és a sors közti vívódást. A cselekmény mitológiai háttere a keresztény teológiát ötvözi a gnoszticizmussal és a szabadkőművesek, főként a Templomos Lovagrend tanaival.  A sorozat felvételének helyszíne  Santa Clarita, Kalifornia, és más, dél-kaliforniai helyszínek.
A Carnivàle az HBO saját gyártású sorozata. Két évad készült el belőle, amit 2003 szept. 14-e és 2005 márc. 27-e között vetítettek az amerikai tévécsatornán. A sorozat kitalálója Daniel Knauf, ugyanakkor ő az egyik producer is Ronald D. Moore és Howard Klein mellett. A film zenéjét Jeff Beal készítette. Ben Hawkinst Nick Stahl, míg Justin Crow atyát Clancy Brown alakítja.
A korai kritikák értékelték a sorozat stílusát, a cselekményét azonban gyakran követhetetlennek és túlbonyolítottnak ítélték. A Carnivàle első része új nézői rekordot döntött az HBO saját készítésű sorozatainak nézőszámát tekintve, de a második évad  már nem volt képes megtartani ezt a nézőszámot. A Carnivàle-t 24 rész után törölték, így az eredetileg hat évadra tervezett sorozat csak két évadot élt meg. A sorozat 2004-ben öt Emmy-díjat nyert, további tíz Emmy-díjra jelölték, és számos más jelölést és filmes díjat kapott 2004 és 2006 között.

## Történet
Az 1930-as évek Amerikájában járunk (1934-1935), abban a korban, amikor a nagy gazdasági világválságnak köszönhetően szinte az egész ország a csőd szélére került. A pontosabb helyszín az amerikai dél: Oklahoma, Texas, Új-Mexikó. Az országutak teli emberekkel: mindenki vándorol, hogy munkát találjon valahol, de nem csak ők járnak az úton, hanem egy utazó mutatványos cirkusz is, teli furcsábbnál furcsább alakokkal, köztük egy törpével és egy sziámi ikerpárral, jövőbelátó asszonnyal és kómában fekvő médiummal, kártyavetővel, kígyóbőrű emberrel, erőművésszel és szakállas nővel, na meg egy igazi óriással. Hozzájuk csapódik egy 18 éves, természetfeletti képességekkel megáldott fiú, Ben Hawkins (Nick Stahl). Lassanként nyilvánvalóvá válik, hogy ő képviseli a fényt. A másik pólust Justin Crowe (Clancy Brown) tiszteletes testesíti meg. A két főfigura nem ismeri egymást, csupán álmaikban és különféle jelenések útján tudnak a másik létezéséről. Mindketten egy Henry Scudder (John Savage) nevű férfit keresnek – feltételezhetően ő a győzelem záloga.
A Carnivàle – A vándorcirkusz egy megdöbbentő erejű és minőségű újkori eposz. A cselekmény a mai, akciófilmekhez szokott néző számára irtózatosan lassú lefolyású (feltehetőleg emiatt a lassúság miatt bukott meg a sorozat), ám zsenialitása éppen ebben az alapos "elidőzésben" rejlik. Az alakok és a jellemek tökéletesen kidolgozottak, ráadásul a film készítőinek még azzal a klisével is sikerült szakítaniuk, hogy túlzottan egyértelmű figurákat mozgassanak a történetben. A Carnivàle hősei nem statikus személyiségek: változnak, megbuknak, megjavulnak. Gyakorlatilag még a két főalak besorolása is viszonylagos: a Jó nem kizárólag jó, mint ahogy a Gonosz sem kizárólagosan rossz. Az ókori eposzok theomachiája (az istenek harca) elevenedik meg a filmvásznon, grammra kimért arányokkal. A széria élvezeti értékéhez nagyban hozzájárul a nagy játékfilmeket is meghazudtoló látványvilág és briliáns korrajz. A két világháború közötti időszakot meglehetősen fakó, nyugtalanító, sárgás és barnás színek jellemzik, az amerikai vidékből pedig hiányzik mindennemű pompa és ragyogás.

## Előzmények

### Alapkoncepció
A sorozat forgatókönyvének első változata 1990 és 1992 között született. Daniel Knauf mindig is érdeklődött a vándorcirkuszok iránt, és felfigyelt arra, hogy milyen ritka ennek a témának a filmes feldolgozása. A történet megszületésében és abban, ahogy a különös figurákat kezeli, nagy szerepet játszottak Knauf személyes tapasztalatai, aki egy rokkant, a közösség által elutasított édesapa mellett nőtt fel.
Knauf az eredetileg játékfilmnek szánt scriptnek a Carnivàle címet adta, ezt a szokatlan helyesírást alkalmazva, hogy kiemelje a történet különösségét. Knauf  már az elején kidolgozta a cselekmény főbb vonalait, mint ahogy számos történetelem apróbb részleteit és a végkifejletet is. A 180 oldalas script ugyanakkor kétszer olyan hosszú lett, mint egy átlagos játékfilm hossza, ennek ellenére Knauf úgy érezte, hogy ez még mindig túl rövid ahhoz, hogy eredeti elképzeléseit megvalósítsa. Ezért aztán a forgatókönyv a fiókba került.
Az 1990-es évek közepén néhány tévés cég arra biztatta, hogy  sorozat formájában valósítsa meg az ötletet. Így elkészítette  a script első részéből a pilot epizódhoz  szánt forgatókönyvet, de mivel nem voltak kapcsolatai a televíziós szakmában, újra félre kellett tennie a projektet. Néhány évvel később azonban úgy döntött, ad még egy utolsó esélyt forgatókönyvírói törekvéseinek, és feltöltötte a pilot forgatókönyvét a saját weboldalára. A scriptet végül egy barátja, Scott Winant juttatta el Howard Kleinhez. Számos találkozót és megbeszélést követően Klein úgy ítélte, hogy a Carnivàle televíziós sorozatként ígéretesnek látszik, és felhívta rá az HBO figyelmét. A tévéadónak is tetszett az ötlet, Knaufot azonban túl tapasztalatlannak tartották a tévés szakmában ahhoz, hogy rábízzák a költségvetés teljes felügyeletét, ezért Ronald D. Moort nevezték ki a sorozat felelősének.
A pilot epizód elkészítése 21 napig tartott, és ez képezte az alapját a további cselekményszövésnek. Hosszú kreatív vita vette kezdetét az írók és a tévécsatorna között, ahol végül a második rész forgatásának 14 hónappal való elhalasztásában egyeztek meg. Az egyik alapvető változtatás Justin atya alakját érintette. Az eredeti elképzelés szerint ő már köztiszteletben álló prédikátor, és inkább visszatérő, mint állandó szereplő lett volna. Az előzetes pilot-változat gondos átolvasása után Knauf és a producerek számára is nyilvánvalóvá vált, hogy tévésorozatban gondolkodva Justin atya karaktere nem eléggé kidolgozott. Ezért úgy döntöttek, egy hétköznapi, kisvárosi metodista lelkészként jelenik majd meg, azaz rangbeli előlépésében egy vagy két évvel visszahelyezik a történetben. Szerepének kiterjesztésével új lehetőségek nyíltak meg, így válhatott nővére, Iris állandó szereplővé. A „Ben Hawkins”- cselekményszálat tekintve csak kisebb változtatás történt, a sztriptíz show-kból élő Dreifuss család bevonása a történetbe; az egyik Carnivàle tanácsadó hívta fel a producerek figyelmét saját kutatásaira, amit az 1930-as években magukat sztriptíz show-kból fenntartó családok életével kapcsolatban végzett.

### Megvalósítás
A Carnivàle az eredeti elképzelés szerint egy három „könyvből” álló trilógia lett volna, melyek mindegyike két-két évadot foglal magába. Egy-egy évad 12 részből áll. Mivel az HBO két évadot követően törölte a sorozatot, az eredeti  terv nem valósult meg.
Annak köszönhetően, hogy a sorozatot az HBO készítette, a Carnivàle számos előnyben részesült. Mivel az HBO-n nincsenek a filmeket megszakító reklámszünetek, a sorozatnak megvolt az a szabadsága, hogy variálhassa az epizódok hosszát. Bár az epizódok időtartama átlagosan 54 perc, az „Insomnia” hossza 46, míg az „Old Cherry Blossom Road” hossza 59 perces. Az HBO átlagosan 4 millió USD-t fordított egy-egy rész elkészítésére, jelentősen nagyobb összeget, mint amit a legtöbb televíziós sorozat kapni szokott. Ennek köszönhetők a produkció értékei, a nagy szereplőgárda, a kültéri forgatások, a cselekmény részletes kidolgozása, és a korhű környezet megteremtése.

### A történelmi háttér kidolgozása
Annak érdekében, hogy a Carnivàle-nak az 1930-as évekbe, a Dust Bowl korába helyezett története hiteles legyen, alapos kutatásra és történészek bevonására volt szükség. Ennek megteremtését az HBO pénzbeli támogatása tette lehetővé. Mindezek eredményeképp a kritikák nagyra értékelték a film látványvilágát és kivitelezését. 2004-ben a sorozat négy Emmy-díjat nyert látványtervezés, operatőr, jelmez, valamint smink és frizura kategóriákban.
Hogy megteremtsék a Dust Bowl  (kb. Homokos-medence) száraz és poros világát, csöveken keresztül folyamatosan fújták a füstöt és a port a forgatási helyszíneken. A színészek ruhái rongyosak és koszosak voltak. Egyedül a sorozat első évadában kb. 5000 embert öltöztettek fel. A kreatív csapat 1930-as évekbeli zenéket és rádióadásokat hallgatott és régi magazinokat olvasott, hogy hitelesen tudják visszaadni a kor zenéjét, nyelvezetét és szlengjét. A művészeti részleg nagy számú korabeli katalógust szerzett be bolhapiacokon és antikváriumokból. Figyelmen kívül hagyva a sztori természetfeletti elemeit, egy történész kiválónak értékelte a sorozat korhűségét mind a szereplők életmódját és öltözködését, mind az ételeket, szálláshelyeket, autókat, és összességében az anyagi javakat illetően.

## Főszereplők
| Szerep                  | Színész              | Magyar hang       |
| ----------------------- | -------------------- | ----------------- |
| Samson                  | Michael J. Anderson  | Cs. Németh Lajos  |
| Ruthie                  | Adrienne Barbeau     | Rátonyi Hajni     |
| Lodz professor          | Patrick Bauchau      | Melis Gábor       |
| Brother Justin Crowe    | Clancy Brown         | Haás Vander Péter |
| Lila                    | Debra Christofferson | Biró Anikó        |
| Clayton Jones           | Tim DeKay            | Lux Ádám          |
| Rita Sue Dreifuss       | Cynthia Ettinger     | Orosz Anna        |
| Libby Dreifuss          | Carla Gallo          | Ruttkay Laura     |
| Felix 'Stumpy' Dreifuss | Toby Huss            | Tarján Péter      |
| Iris Crowe              | Amy Madigan          | Kiss Erika        |
| Ben Hawkins             | Nick Stahl           | Dolmány Attila    |
| Henry 'Hack' Scudder    | John Savage          | Nagy Gábor        |

A Carnivàle az 1930-as évek Amerikájában játszódik a Dust Bowl idején. A két cselekményszál, az utazó vándorcirkusz és a kaliforniai prédikátor története lassan egymásba fonódik. Az első évadban 15 főszereplőt láthatunk, a második évad 13 fő karaktert szerepeltet és számos mellékalakot visszatérő szerepekben. A legtöbb karakter háttértörténete már a sorozat forgatása előtt elkészült, de nem lett beépítve a műsor látható szerkezetébe.
Nick Stahl alakítja a főhőst, a fiatal oklahomai farmert, Ben Hawkinst, aki a történet elején egy vándorcirkuszhoz csatlakozik. A vándorcirkusz törpenövésű vezetője Samson, Michael J. Anderson-nal a főszerepben. Tim Dekay formálja meg Clayton „Jonesy” Jonest, a nyomorék vezetőhelyettest. Patrick Bauchau játssza a vándorcirkusz vak gondolatolvasóját, Lodzot, míg Debra Christofferson a szeretőjét alakítja, Lilát, a szakállas hölgyet. Diane Salingert a katatóniás jövendőmondó, Apollonia szerepében láthatjuk, a lányát, a kártyajós Sofie-t Clea DuVall alakítja. Adrienne Barbeau játssza a kígyóbűvölő nőt, Ruthie-t, a fia, az erőember Gabriel, Brian Turk alakításában. John Fleck Gecko, a gyíkember, Karyne és Sarah Steben pedig Alexandria és Caladonia, a sziámi ikerpár. A sztriptíz show-kat adó Dreifuss család tagjai: Felix „Stumpy” és Rita Sue szerepében Toby Huss és Cynthia Ettinger, lányuk, Libby szerepében Carla Gallo. Másik lányukat, a visszatérő szerepben játszó Dora Mae-t Amanda Aday alakítja. A több részben is felbukkanó, rejtélyes Henry Scuddert John Savage játssza, míg Linda Hunt kölcsönözte a hangját a titokzatos Főnökség számára.
A másik cselekményszál főalakja Clancy Brown, aki a sorozat antihősét, Justin Crowe-t, a metodista lelkészt alakítja. Amy Madigan játssza a nővérét, Irist. Az első évadban Robert Knepper  a híres rádiós műsorvezető, Tommy Dolan, míg Ralph Waite látható Justin atya mentora, Norman Balthus tiszteletes szerepében. K Callan alakítja Eleanor McGillt, aki akkor vált Justin atya odaadó követőjévé és hívévé, miután saját bőrén tapasztalta a pap hatalmát.
A második évadban több változás is történt. John Flack, Karyne és Sarah Streben végleg búcsút vettek az első évad utolsó részével, míg Patrick Bauchau és Diane Salinger vendégszereplőként folytathatták munkájukat. Ralph Waite állandó szerepet kapott. Új mellékszereplők is megjelentek, közülük a fontosabbak John Caroll Lynch a szökött fegyenc, Varlyn Stroud, és Bree Walker, a Skorpió Lady szerepében.

### Szereplőválogatás
A producerek elsősorban olyan színészeket kerestek, akiknek a neve nem igazán kapcsolható más produkciókhoz. 
A pilot epizód forgatókönyve szolgáltatta a válogatás alapját, ami kevés támpontot adott ahhoz, hogyan is fog folytatódni a történet. Ezért aztán az előzetes szereplőválogatáson viták alakultak ki a készítők és a producerek között, főként a fő alakokat, Bent, Justin atyát és Sofie-t illetően. Míg Ben a sorozat hőse, a vezéralak, mégis fiatalnak, ártatlannak és nem éppen hősi alkatnak kellett látszania; Nick Stahl tett szert a legnagyobb egyetértésre a producerek körében. Sofie eredetileg egy egzotikus cigánylány lett volna, de négy meghallgatás után végül Clea DuVall kapta meg a szerepet, aki ugyancsak moziszínész, mint Nick Stahl. Tim Dekay-t választották Jonesy szerepére, mert a producerek úgy érezték, ő a legalkalmasabb egy korabeli „tipikus amerikai” baseball játékos megszemélyesítésére. A Samsont alakító Michael J. Anderson azon kevés szereplők egyike, akinek nem kellett versengenie a szerepért. Knauf már az első megbeszéléseken kijelentette, hogy őt mindenképp szerepeltetni akarja filmjében.

## Epizódok

### 1. évad
1. Milfay
2. After the Ball Is Over
3. Tipton
4. Black Blizzard
5. Babylon
6. Pick a Number
7. The River
8. Lonnigan, Texas
9. Insomnia
10. Hot and Bothered
11. The Day of the Dead
12. The Day That Was the Day

### 2. évad
1. Los Moscos
2. Alamogordo, N.M.
3. Ingram, TX
4. Old Cherry Blossom Road
5. Creed, OK
6. The Road to Damascus
7. Damascus, NE
8. Outskirts, Damascus, NE
9. Lincoln Highway
10. Cheyenne, WY
11. Outside New Canaan
12. New Canaan, CA

## Mitológiai háttér
A Carnivàle majd mindegyik része önmagában is élvezhető történet, de a sorozatot végig áthatja a fő séma, a Jó és a Rossz között zajló küzdelem, ami a második évad végén éri el a csúcspontját.  A pilot epizód elején elhangzó bevezetőből megtudjuk, hogy „Minden nemzedékben megtestesül a Világosság és a Sötétség”, azaz születik egy-egy Avatár, hogy előkészítsék a végső harcot. A Carnivàle nem hivatkozik közvetlenül Avatárként a szereplőire, csak utalás szintjén, és homályban hagyja azt is, hogy melyik Avatár milyen minőséggel bír. A nézők mindenesetre úgy gondolták, hogy ’’Ben’’ a világosság, Justin atya pedig a sötétség szülötte.
A fő karaktereken kívül a Jó és a Gonosz közti ellentét a korabeli vallási élet, a Keresztény Templomos Lovagok harcos Rendje, és a kártyavetés bemutatásán keresztül jelenik meg, valamint olyan történelmi események bevonásával, mint a Dust Bowl és az emberiség első nukleáris kísérleti tesztje. Az írók még a forgatás előtt kidolgozták a cselekmény ívét, a szereplők életrajzát és a szereplők közti rokoni kapcsolatokat, de ezeknek a háttérinformációknak a nagy része nem került be a sorozatba. Ronald D. Moore biztosra vette, hogy a  Carnivàle a legbonyolultabb tévésorozatok közé tartozik, Daniel Knauf ellenben arról biztosította a kritikusokat, hogy a  Carnivàle egy igényes sorozat teli mitológiai utalásokkal. Ugyanakkor azt is beismerte, hogy „a néző talán nem fog megérteni mindent, amiről szó esik, de mindennek megvan a maga jelentősége.” Knauf a sorozat vetítése alatt és a film törlését követően is internetes fórumokon keresztül tájékoztatta a rajongókat a sorozat mitológiai hátterét illetően, valamint két évvel a törlés után közzétette az első évad összefoglaló dokumentumait is.

## A sorozat törlése és utóélete
A harmadik évad nyitotta volna meg a következő, két évadot magába foglaló „könyvet” Daniel Knauf eredeti, hat évadról szóló tervei szerint, ami a régi és új szereplők további sorsát mutatta volna be, valamint tovább csiszolta és érthetőbbé tette volna a sorozat mitológiai hátterét. A rajongók várták a folytatást, de 2005 májusában egy internetes fórumon kiszivárgott, hogy a sorozatból nem készül harmadik évad. Az HBO megerősítette, hogy a sorozatot 2005. máj. 11-én törölték. Az HBO elnöke, Chris Albrecht azt nyilatkozta, hogy a tévécsatorna megfontolta volna a folytatás lehetőségét, ha a producerek hajlandók lettek volna az előállítás költségeit epizódonként 2 millió USD-re csökkenteni. De a nagy méretű szereplőgárda, a kültéri forgatások és az epizódszám miatt ez az összeg nem lett volna elegendő a kivitelezéshez.
A törlés miatt számos történetszál elvarratlan maradt, a felháborodott rajongók pedig kérvényekkel és levelezőkampányokkal próbálták újraéleszteni a műsort. Több, mint 50000 e-mail érkezett a tévétársasághoz egy hétvége alatt. A sorozat kitalálója, Daniel Knauf nem reménykedett a rajongók próbálkozásainak sikerében, mindenesetre megmagyarázta nekik, hogy az olyan javaslatok, mint egy konkurens tévécsatornához való átpártolás vagy egy, a sztorihoz kapcsolódó új sorozat indítása nem lehetséges, mert az HBO birtokolja a Carnivàle cselekményének és karaktereinek jogait. Ugyanakkor abban bizakodott, hogy az HBO talán átgondolja a sorozat jövőjét, és az erős rajongói nyomás hatására engedélyezni fogja a folytatását egy másik médiumban. Knauf mindenképp elvetette azonban a sorozat három órás mozifilmben való lezárásának ötletét, mivel túl sok fel nem használt anyag maradt a tarsolyában.
Knauf nem adott közre részletes beszámolót a folytatással kapcsolatban, kijelentette ugyanis, hogy a cselekmény nem egyéni alkotás, hanem több író, rendező és a szereplők közös munkájának gyümölcse. Ő és a producerek válaszoltak azonban a főszereplők további sorsával kapcsolatban feltett kérdésekre. A második évad záró epizódjában ugyanis több szereplő jövője is bizonytalanná vált (Ben, Justin atya, Jonsey, Sofie). Knauf ezen kívül a felszín alatt megbúvó természetfeletti erőkről is részletesebb leírásokkal látta el a közönséget, hiszen ezeket a két elkészült évadon belül a forgatókönyvíróknak nem volt lehetősége jobban kibontani. 2007 júniusa volt az első alkalom, hogy végre egy átfogó jegyzet került napvilágra a karakterek hátterének részletes taglalásával. Egy jótékony aukciót követően Knauf közkinccsé tette az úgynevezett „Pitch Dokumentumot”, a Carnivàle teljes első évadának összefoglalóját. A dokumentum eredetileg  2002-2003-ban íródott a forgatókönyvírók és a stúdió számára abból a célból, hogy képet adjon a történetről, ezért aztán számos kérdésre választ kaphatunk belőle.

## Fogadtatás

### Nézettségi mutatók
A Carnivàle-t az HBO vasárnap esténként 9-től vetítette 2003 és 2005 között. A sorozat pilot epizódja, a „Milfay”, 5.3 millió nézőt vonzott a képernyők elé a premier napján, 2003. szept. 14-én. Ez lett az HBO legjobban debütáló sorozata. A siker egyrészt a Carnivàle előtt vetített, befutott filmsorozatnak, a Szex és New York-nak is köszönhető. Ezt a rekordot 2004. márc. 21-én a Deadwood döntötte meg 5.8 milliós nézőszámával.
A második epizód nézettsége 3.49 millióra esett vissza, de az a szám stabil maradt. Az első évad utolsó része 2003. nov. 30-án 3.5 millió nézővel zárt. Az első évad átlagos nézőszáma 3.54 millió volt.
A 2005. jan. 9-én indított második évad első részének 1.81 milliós nézőszáma már két harmadra esett vissza az első évad nézettségi mutatóihoz képest. A számok soha nem érték el az első évad nézettségét, bár az évad végül ehhez képest magas, 2.4 milliós nézőszámmal zárt 2005. márc. 27-én. Az átlag nézőszám 1.7 millió volt, ami nem volt elég ahhoz, hogy elhárítsa a sorozat küszöbön álló törlését.

### Kritikai áttekintés
A legelső kritikák többnyire pozitívak voltak, ugyanakkor azt is megemlítették, hogy a különös történet és szereplők miatt valószínűleg nem válik nagy közönségsikerré a film. A Daily Variety szerkesztője, Joseph Adalian megjósolta, hogy „többnyire pozitív kritikákat fog kapni, de lesznek olyan emberek, akiket el fog riasztani a sorozat furcsasága.” Phil Gallo a Varietytől  úgy ír a Carnivàle-ról, mint „egy lenyűgöző képi világú, impozáns torzszülötteket szerepeltető filmről, de sajnos komótos tempóban közelít a végkifejlet felé.” Eric Deggans a St. Petersburg Timestól pedig azt írta, hogy „olyan ez az egész, mintha a fizetős kábel csatorna vezetői azon kísérleteztek volna, meddig lehet egy elbeszélés menetét lelassítani ahhoz, hogy a nézők a távirányító után nyúljanak.” A Time munkatársa, James Poniewozik az első három rész kapcsán a „nyugtalanító”, ugyanakkor a „lenyűgöző” jelzőket használta. Amanda Murray a BBC-től pedig így nyilatkozott: „Mivel még olyan keveset tudunk róla, majdnem lehetetlen megítélni, hogy milyen a sorozat. Nehéz megmondani, hogy egyszerűen csak jó, vagy közelít nagyszerűhöz.”
A későbbi DVD ismertetők már a teljes évadok ismeretében tudták értékelni a sorozatot. Míg továbbra is dicsérték a szereplőket, a díszletet, a jelmezeket,  a látványtervezést és az operatőri munkát, néhány kritikus nemtetszését fejezte ki a forgatókönyvvel kapcsolatban, főként az első évad esetén. „Hiányos cselekményvezetés”, vagy „néha izgalmas, de többnyire unalmas” jelzőkkel illették. Más kritikák pedig arra mutattak rá, hogy a Carnivàle „többet kíván a közönségétől, mint amennyit az hajlandó lenne rááldozni. […] Ha nem szentelünk rá elég figyelmet, könnyen abba a kísértésbe eshetünk, hogy hajlamosak legyünk túlzottan titokzatosnak és homályosnak tekinteni.” A  Carnivàle cselekménye túl hosszú és bonyolult, „és ha nem követed figyelemmel az elejétől fogva, könnyen elvesztheted a fonalat.” Ugyanakkor Matt Casamassina, a IGN DVD munkatársa két kritikájában is méltatta a sorozatot. Azt írta, hogy az „imponálóan szürreális” első évad kiszámíthatatlan fordulataival és megdöbbentő jeleneteivel kápráztat el”, a „lenyűgöző” második évad pedig „több fantáziával és szórakoztató értékkel bír, mint bármely más sorozat, ami konkurensként jöhet szóba.”
A Carnivàle összevetése két klasszikussal kézenfekvőnek tűnik. Az egyik a Szörnyszülöttek, mely ugyan derékba törte rendezője karrierjét és megszületésének évében meglehetősen nagy botrányt kavart, a film jelentősége mára mégis vitathatatlanná vált – mint ahogy Daniel Knauf is aligha tagadta, hogy sorozatát Tod Browning 1932-es remekműve ihlette. A másik inspiráló alkotás David Lynch nevéhez fűződik, aki a Twin Peaks című misztikus tévésorozatával televíziós történelmet írt. Arról már nem is szólva, hogy a Carnivale producere, Daniel Knauf jegyezte a Twin Peaks-et is producerként, a törpenövésű Michael J. Anderson pedig mindkét sorozatban szerepelt. Knauf filmjére saját bevallása szerint hatással volt John Steinbeck Érik a gyümölcs című regénye is. Ahogy a Lost c. tévésorozat egyre nagyobb figyelemre tett szert, számos példán keresztül hasonlították össze történetmondási technikáját és a Carnivàle mitologikus elbeszélésmódját is.
A sorozat törlését követően Alessanda Stanley, az ausztráliai The Age munkatársa úgy emlékszik vissza a Carnivàle-ra, mint egy okos és igényes sorozatra, ami ötletesen és elegánsan mozgatja nem mindennapi figuráit a különös díszletek között, és ami végig a drámai sorozat kategóriájának határain belül marad.” A The A.V. Club a Carnivàle függőben maradt befejezését a megválaszolatlan tévés rejtélyek sorába emeli, a sorozatról pedig ezt írja, hogy: „elképesztően tartalmas és szórakoztató sorozat, zavarbaejtően sok mitológiával”.

### Rajongók
Más kultuszsorozatokhoz hasonlóan a  Carnivàle-nak is tekintélyes rajongótábora alakult ki. A rajongók önmagukra a sorozatból vett „Carnies” vagy „Rousties” megnevezést használják. A sorozat cselekményének bonyolultsága és mitológiai háttere számos rajongói oldalt hívott életre, bár a filmmel kapcsolatos viták, megbeszélések főként független internetes fórumokon folytak/folynak. A sorozat kitalálója, Damiel Knauf aktívan részt vett az online beszélgetésekben, támpontokat és segítséget nyújtva  a cselekmény és a mitológiai háttér értelmezéséhez. Mielőtt a sajtónak nyilatkozott volna, egy üzenőfalon ismertette a rajongókkal a sorozat törlésének okait. 2007 szeptemberében még látogatta a rajongói oldalakat, és gyakran üzent a  Carnivàle üzenőfalakra.
Egy évvel a sorozat lezárása után a rajongók megszervezték a CarnyCon 2006 Live! Kongresszust. A gyűlést Woodland Hillsben, Kaliforniában rendezték, 2006 aug. 21-23 között. A sorozat több szereplője és készítője is részt vett a rendezvényen és a megbeszéléseken. Az eseményeket rögzítették és kiadták DVD-n.

### Fontosabb díjak és jelölések
Annak ellenére, hogy a sorozat csak két évadot élt meg, számos díjat és jelölést kapott. A bevezető évadot 2004-ben 7 Emmy-díjra jelölték, amiből ötöt díjra is váltott: Legjobb látványterv és Legjobb jelmez a „Milfay” c. pilot epizódért, Legjobb operatőr a „Pick a Number” c. részért, Legjobb smink és frizura az „After the Ball is over” c. részért, és a Legjobb főcím. A második évad 2005-ben további nyolc jelölést kapott, de nem nyert díjat egyik kategóriában sem.

## Fordítás
Ez a szócikk részben vagy egészben  a   Carnivàle című angol Wikipédia-szócikk fordításán alapul.  Az eredeti cikk szerkesztőit annak laptörténete sorolja fel. Ez a jelzés csupán a megfogalmazás eredetét és a szerzői jogokat jelzi, nem szolgál a cikkben szereplő információk forrásmegjelöléseként.